# Heteropoda gourae
Heteropoda gourae är en spindelart som beskrevs av Monga, Sadana och Singh 1988. Heteropoda gourae ingår i släktet Heteropoda och familjen jättekrabbspindlar. Inga underarter finns listade i Catalogue of Life.